# Gymnasium München/Moosach
Das Gymnasium München/Moosach (kurz: GMM) ist ein 1973 gegründetes naturwissenschaftlich-technologisches und neusprachliches Gymnasium im Münchner Stadtbezirk Moosach.

## Lage
Gemeinsam mit der Artur-Kutscher-Realschule und der Grundschule an der Gerastraße liegt das Gymnasium im 1976 fertiggestellten Schulzentrum zwischen Gera-, Leipziger, Merseburger und Feldmochinger Straße.

## Geschichte

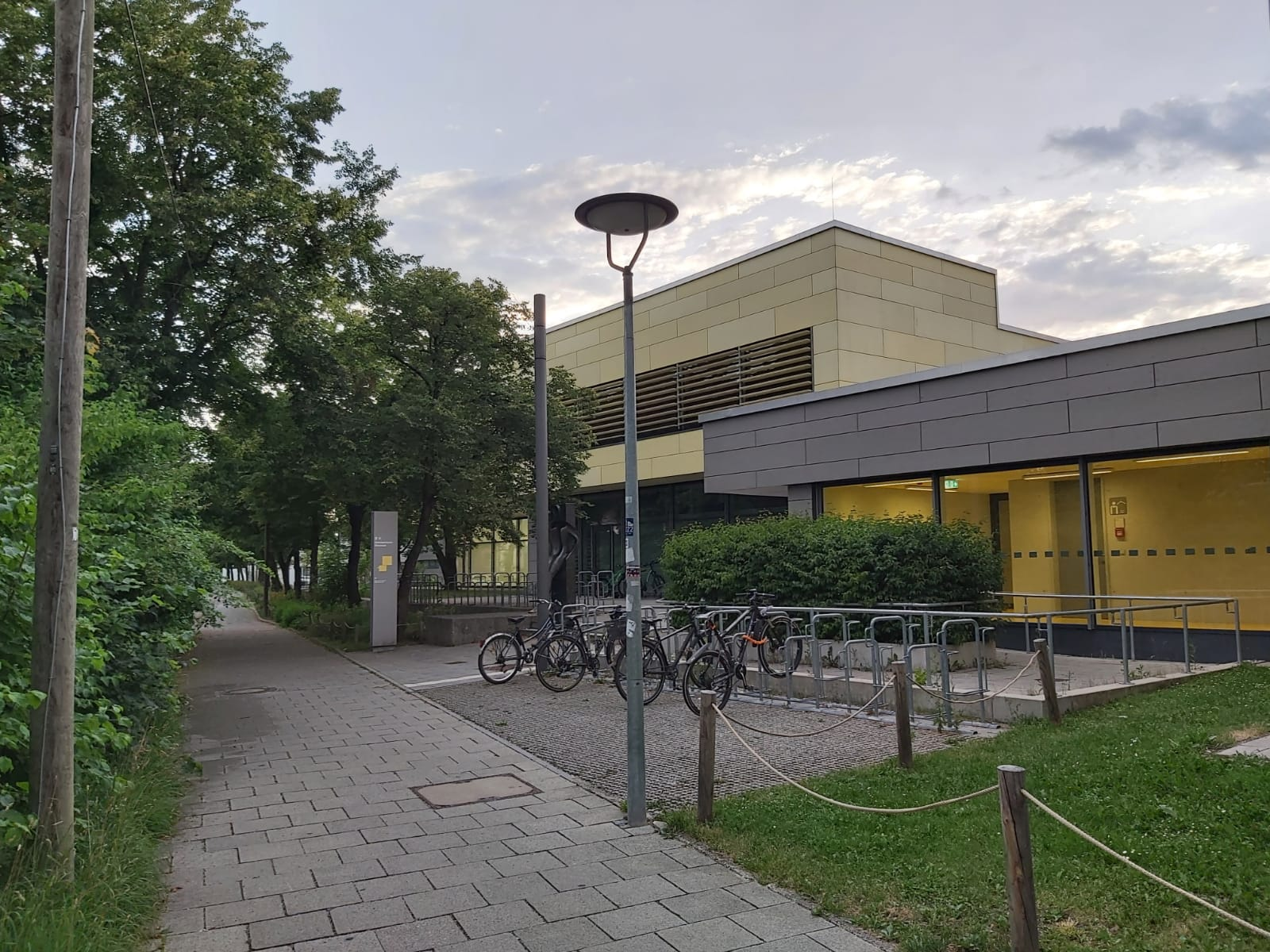
Sporttrakt des Gymnasiums München/Moosach

Das 1973 gegründete mathematisch-naturwissenschaftliche Gymnasium begann am 13. September 1973 mit 162 Schülern in zwei Jahrgangsstufen im obersten Stockwerk des Möbelmarktes an der Allacher Straße 80 seinen Unterricht. Bereits im Schuljahr 1974/1975 gehörten der Schule 379 Schüler an. Am 19. Juni 1975 erfolgte das Richtfest des vorgesehenen Schulzentrums, dennoch konnte trotz weiter angestiegener Schülerzahlen erst nach endgültiger Fertigstellung im September 1976 der Schulbetrieb im neuen Gebäude aufgenommen werden.
Der Platzmangel im provisorisch genutzten Möbelmarktgebäude wurde besonders deutlich, als die vorweihnachtlichen Feier am 18. Dezember 1975 mit allen Reden und Aufführungen in vier Schichten abgehalten werden musste, damit alle Schüler teilnehmen konnten.
Die offizielle Eröffnung des Schulgebäudes erfolgte am 26. Juli 1977 in Anwesenheit des Bundesministers Hans-Jochen Vogel und des Münchner Oberbürgermeisters Georg Kronawitter. Erster Schulleiter war Oberstudiendirektor Waldemar Stürmer, der auch die Fächer Mathematik und Physik unterrichtete. Anlässlich des 25-jährigen Jubiläums im Jahr 1998 fand im Olympia-Einkaufszentrum eine Fotoausstellung über das GMM statt.
Der 1. FC Moosach wurde 1975 von Schülern der Klasse 6a unter der Leitung des Oberstudienrats Köppl gegründet.
Mit Abschluss des Schuljahres 2009/2010 endete die fast zwanzigjährige Amtszeit von Peter Riedner als Schulleiter des Gymnasiums München/Moosach, dem René Horak nachfolgte. Zu den Neuerungen von Horak zählte beispielsweise die Einführung einer Sportklasse speziell für junge Spitzensportler sowie – zusätzlich zu den bereits bestehenden Sportarbeitsgemeinschaften – die Förderung der Sportart Triathlon an dem Gymnasium.
Nachdem es mehrfach zu baulichen Problemen im Schulgebäude gekommen war, wurde 2012 eine Sanierung des Schulgebäudes für 92 Millionen Euro beschlossen. Ein Neubau hätte kalkulierte Kosten von 116 Millionen Euro verursacht, scheiterte aber auch an mangelnder Verfügbarkeit geeigneter Flächen. Der Umbau wurde 2015 bis 2018 während des laufenden Schulbetriebs vorgenommen.

## Namensgebung
Das Gymnasium München/Moosach ist neben dem Gymnasium Fürstenried, dem Gymnasium München-Trudering sowie dem Gymnasium München-Nord eines der vier Münchner Gymnasien, die nach den entsprechenden Stadtteilen bzw. Lage benannt sind. Eine Initiative der SMV, den Schulnamen zu ändern, blieb ergebnislos. In einer Umfrage unter den Schülern im Jahr 2001 sprach sich eine Mehrheit dafür aus, den Namen beizubehalten.

## Sprachenfolge
- Naturwissenschaftlich-technologischer Zweig
  - 5. Klasse: Englisch (1. Fremdsprache)
  - 6. Klasse: Französisch oder Latein (2. Fremdsprache)
- Sprachlicher Zweig
  - 5. Klasse: Englisch
  - 6. Klasse: Latein
  - 8. Klasse: Französisch oder Spanisch

## Besonderheiten

### Innovative Schulversuche
Das GMM war eine von 44 MODUS21-Schulen und eines von 460 Mitgliedern im Netzwerk innovativer Schulen in Deutschland (NIS) der Bertelsmann-Stiftung.

### Wahlunterricht (Beispiele)
- Chor, Orchester, Big Band
- Schulspiel
- Italienisch, Spanisch, Polnisch, Chinesisch
- Informatik, Internet
- Psychologie, Pädagogik
- Existenzgründung
- Arbeitswelt/Studium
- Streitschlichtung

### Sport
- Schule und Sportverein: Badminton, Hockey
- Sportklettern, Schwimmen, Triathlon, Kajak-Fahren

### Umweltaktivitäten (Beispiele)
- Schulgarten
- Solaranlage
- 50/50-Energiesparprojekt

### Infrastruktur
- Eigenes Schwimmbad
- Eigene Kletterhalle
- Eigene Mensa seit 2006
- Eigene Aula
- Sportplatz

### Fördervereine

#### Viva la Moosica
Viva la Moosica ist der 1984 von Eltern und Pädagogen gegründete Musikförderverein des Gymnasiums München/Moosach e. V. Neben dem Angebot bei einer Bigband und einem Kammerorchester mitspielen zu können, haben die Schüler und Schülerinnen auch die Möglichkeit, kostenlos Musikinstrumente auszuleihen.

#### Schulförderverein
Ehemalige Schüler und Lehrer gründeten gemeinsam mit der Schulleitung und Vertretern des Elternbeirats im Jahr 1994 den Freunde des Gymnasiums München/Moosach e. V., der mit Bescheid vom 20. Juni 1996 durch das Finanzamt München für Körperschaften als gemeinnützig anerkannt wurde. Zuschüsse zu einer Vielzahl von schulischen Projekten tragen in den unterschiedlichsten Bereichen dazu bei, Bildung und Erziehung zu fördern.

## Partnerschaften
- Hochschulen
  - Technische Universität München
  - Ludwig-Maximilians-Universität München

- Unternehmen
  - BMW, Bayerische Hypo- und Vereinsbank, Siemens AG, MAN, Knorr-Bremse

- Schulen
  - Elgin High School in Illinois
  - Sportgymnasium Erfurt

- Schüleraustauschprogramme
  - Straßburg (Frankreich)
  - Bartlett (USA)
  - Salerno (Italien)
  - Oundle School (GB)

## Bekannte Schulangehörige
- Lehrkräfte
  - Martin Grassl (seit 1982; Filmmusikkomponist und Arrangeur; Lehrer für Big Band und Violine)[7]
  - Bert Freyberger (2000–2003; Professor für Geschichtsdidaktik an der Otto-Friedrich-Universität Bamberg)[8]
  - Stefan Jakob Wimmer (2008–2009; Professor für Ägyptologie an der LMU und Autor)
  - Ina Reinders (seit 2010; mehrfache Deutsche Meisterin im Triathlon)

- Schüler
  - Stefan Jakob Wimmer (Ägyptologe)
  - Faris Al-Sultan (Triathlet)
  - Andreas Kaplan (Akademiker)
  - Stephan Kling (Fußballspieler)
  - Thorsten Schulz (Fußballspieler)
  - Lukas Hainer (Künstler)
  - Gerald Hertneck (Schachspieler GM)
  - Christian Köpke (Schachspieler IM)